# Курапово (Вологодская область)
Курапово — деревня в Грязовецком районе Вологодской области.
Входит в состав Комьянского муниципального образования, с точки зрения административно-территориального деления — в Комьянский сельсовет.
Расстояние по автодороге до районного центра Грязовца — 26,2 км, до центра муниципального образования Хорошево — 4,1 км. Ближайшие населённые пункты — Евдокимово, Патракеево, Огарково, Подсосенье.
По переписи 2002 года население — 5 человек.